# Joe Belmont
Pour les articles homonymes, voir Belmont.
Joe Belmont, né le 12 juillet 1934 à Philadelphie en Pennsylvanie et mort le 6 janvier 2019, est un joueur et entraîneur américain de basket-ball. Il évoluait au poste d'arrière.

## Biographie
Il a joué au basketball universitaire à la Duke University et a été sélectionné pour le repêchage de la NBA en 1956 par les Philadelphia Warriors. Il n'a jamais joué dans la NBA, cependant. Il a eu une longue carrière de joueur au sein des Denver-Chicago Truckers de la National Industrial Basketball League.
En 1970, il est engagé comme entraîneur-chef des Denver Rockets de la American Basketball Association, poste qu'il occupe pendant une saison et demie. En 1970, il a reçu le titre d'entraîneur de l'année de l'ABA avec Bill Sharman des Utah Stars.
En 2005, Belmont a été intronisé au Temple de la renommée des sports du Colorado.
En 1959, Belmont épousa Helen Sanquist et eut deux enfants. Il est décédé le 6 janvier 2019.

## Palmarès
Joueur
- Champion NIBL 1959

Entraîneur
- Entraîneur de l'année ABA 1970